# Wachtenburg
Die Wachtenburg ist die Ruine einer Spornburg auf einem 232 m ü. NN hohen Bergsporn an der mittleren Haardt, einem zum Rhein parallelen Höhenrücken im Landkreis Bad Dürkheim von Rheinland-Pfalz. Die Burg am sogenannten „Schloßberg“ direkt oberhalb von Wachenheim an der Weinstraße gilt als das Wahrzeichen des Ortes. Von den Burgen der Umgebung bietet sie den besten Blick über den Rheingraben.

## Geschichte
Die Burg wurde im 12. Jahrhundert – wahrscheinlich auf Anordnung Konrads von Hohenstaufen – erbaut, ihre erste urkundliche Erwähnung stammt von 1257. Im Jahre 1273 kaufte sie Rudolf von Habsburg als Mitgift für seine Tochter. Deren Sohn Pfalzgraf Rudolf I. gab sie 1277 als Afterlehen an den Grafen Emich IV. von Leiningen-Landeck.
Im Krieg 1375 zwischen Graf von Leiningen und den Städten Mainz, Worms und Speyer nahmen die Burg und der Ort Wachenheim großen Schaden. Die renovierte Burg ging 1410 an die Pfalzgrafen von Zweibrücken-Veldenz. Anna von Veldenz, Gemahlin des Herzogs Stefan von Pfalz-Simmern-Zweibrücken starb hier 1439. 1470 wurde die Wachtenburg im Zuge der Besitzergreifung von Kurfürst Friedrich I. zerstört und später nur teilweise wieder aufgebaut. Seinerzeit leitete der kurpfälzische Geschützmeister Martin Merz die Beschießung.
Im Pfälzischen Erbfolgekrieg sprengten 1689 französische Truppen unter General Melac 1689 den Bergfried, doch blieb die Hälfte stehen. Die kaum mehr bewohnbare Burg ging 1718 als Erblehen an den kurpfälzischen Minister Johann Ferdinand von Sickingen (1664–1719), dessen Nachkommen sie 1796 an die Philipp Kunz’schen Erben zu Wachenheim verkauften.
1864 erwarb Ludwig Heim aus Wachenheim die Burgruine und ihre Liegenschaften für 8000 Gulden. Er führte Grabungen durch, terrassierte das Gelände und beantragte vergeblich einen Zuschuss für die Sanierung der Wachtenburg. 1878 wurde sie an einen Wormser Bürger versteigert, von dem sie 1883 Albert Bürklin kaufte. Seine Erben schenkten sie 1984 der Stadt Wachenheim. Ein neu gegründeter Förderkreis pachtete die Ruine und führt seitdem Sanierungsmaßnahmen durch.

## Heutige Burganlage
Die Wachtenburg ist ein beliebtes Ausflugsziel für Wanderer, die in der zugehörigen Burgschenke einkehren können. Am Westrand des Rheingrabens direkt oberhalb von Wachenheim gelegen, gilt sie wegen der Aussicht über die Rheinebene als „Balkon der Pfalz“. Im Juni ist die Burg einer der zentralen Orte beim Wachenheimer Burg- und Weinfest.

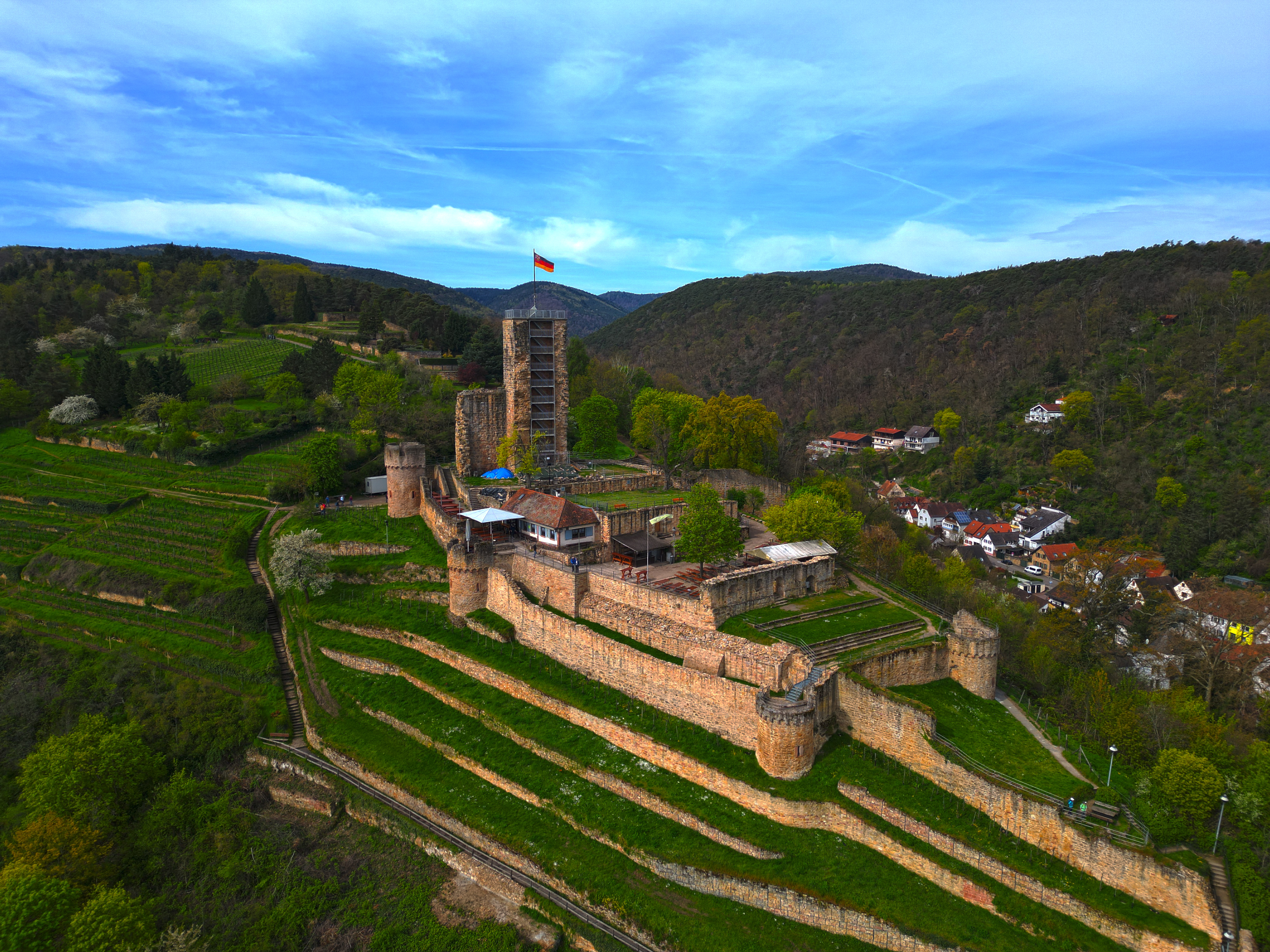
Luftbild

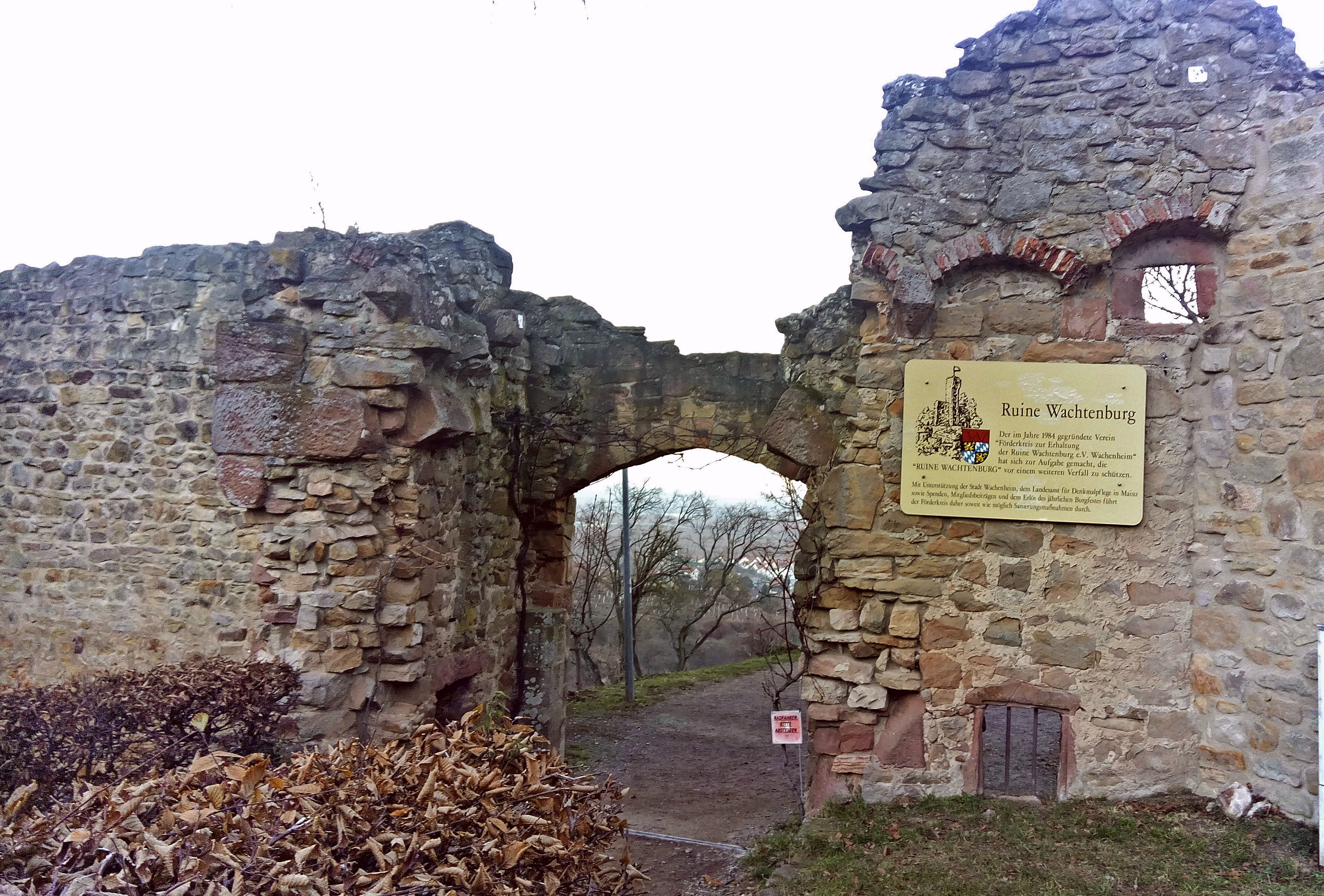
Burgtor von außen

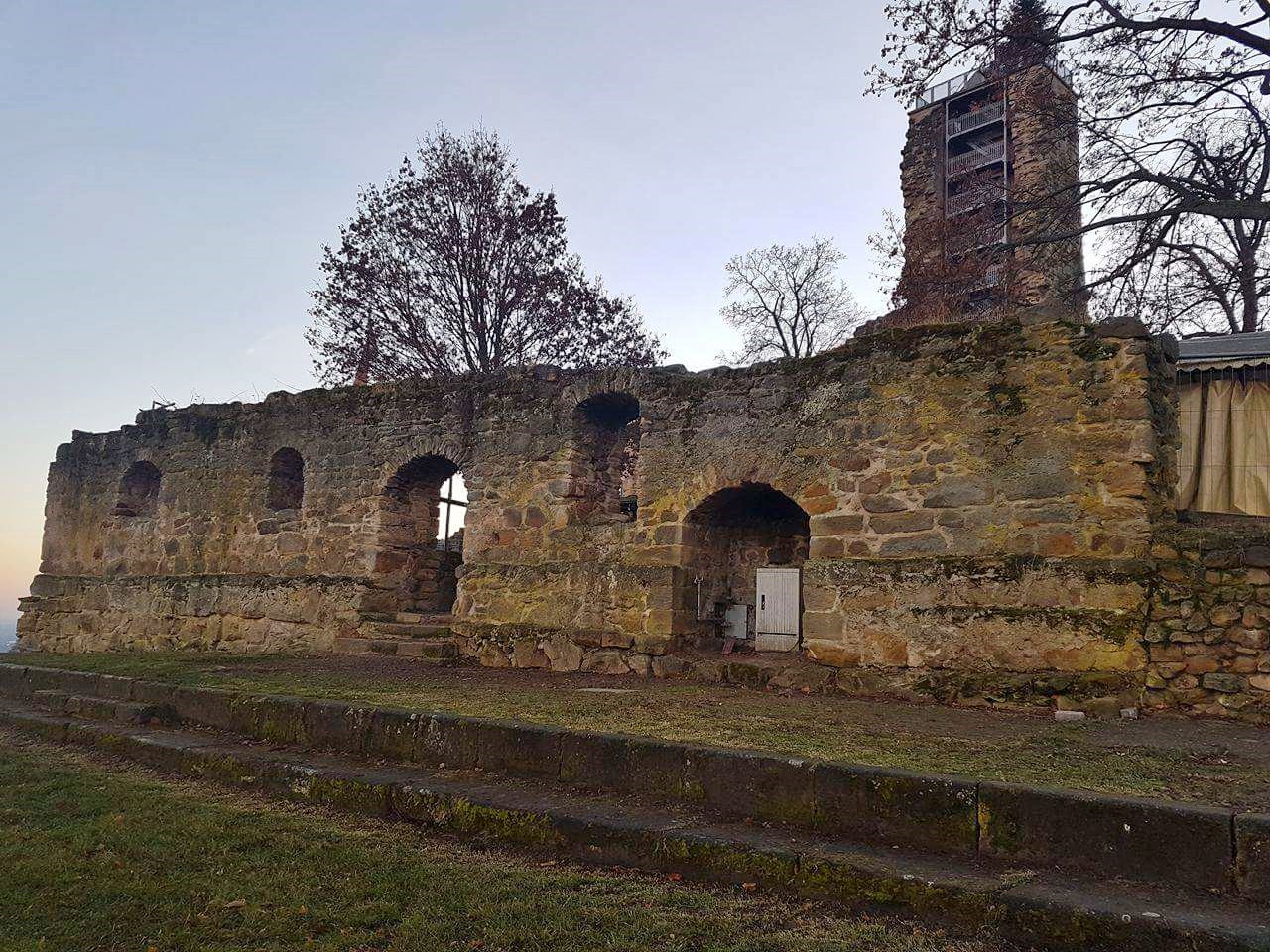
Palaswand von Osten

Die Burganlage ist wesentlich größer als man von unten vermutet. Allein die 8 m hohe, dem Bergsporn folgende Ringmauer ist über 400 Meter lang und reicht mit der unteren Burg bis zur heutigen Schlossgasse hinab. Die ältere obere Burg ist dem Gelände folgend abgestuft und wird vom etwa 30 m hohen Bergfried überragt. Sein Baukern und die beidseits anschließenden Schildmauern werden dem 12. Jahrhundert zugeordnet. Ursprünglich maß der Turm im Querschnitt 10 × 11 Meter, wovon die Hälfte erhalten ist. Um 1900 wurde in sie eine Stahlstiege eingebaut, die bis zur Aussichtsplattform hinaufführt. Im Ostteil, der sogenannten Unterburg, war ein Palas vorhanden, von dem noch eine langgezogene Mauer mit Fenster- und Türöffnungen steht.
Seit 1984 arbeitet der „Förderkreis zur Erhaltung der Ruine Wachtenburg e. V.“ an der Pflege und Sanierung der Ruine. Die größte Sanierungsmaßnahme der letzten Jahre betraf den Bergfried, sie begann 2004 und endete im November 2005. Der Bergfried wurde mit einem Kostenaufwand von 400.000 Euro saniert, wobei auch die über 100 Jahre alte Stahltreppe erneuert wurde. In die Renovierung wurden auch einige, mit dem gewachsenen Fels verzahnte Mauern und Gebäude einbezogen und zuvor der Untergrund geophysikalisch auf seine Standfestigkeit überprüft.

Panorama: Blick vom Aussichtsturm der Wachtenburg

## Weblinks

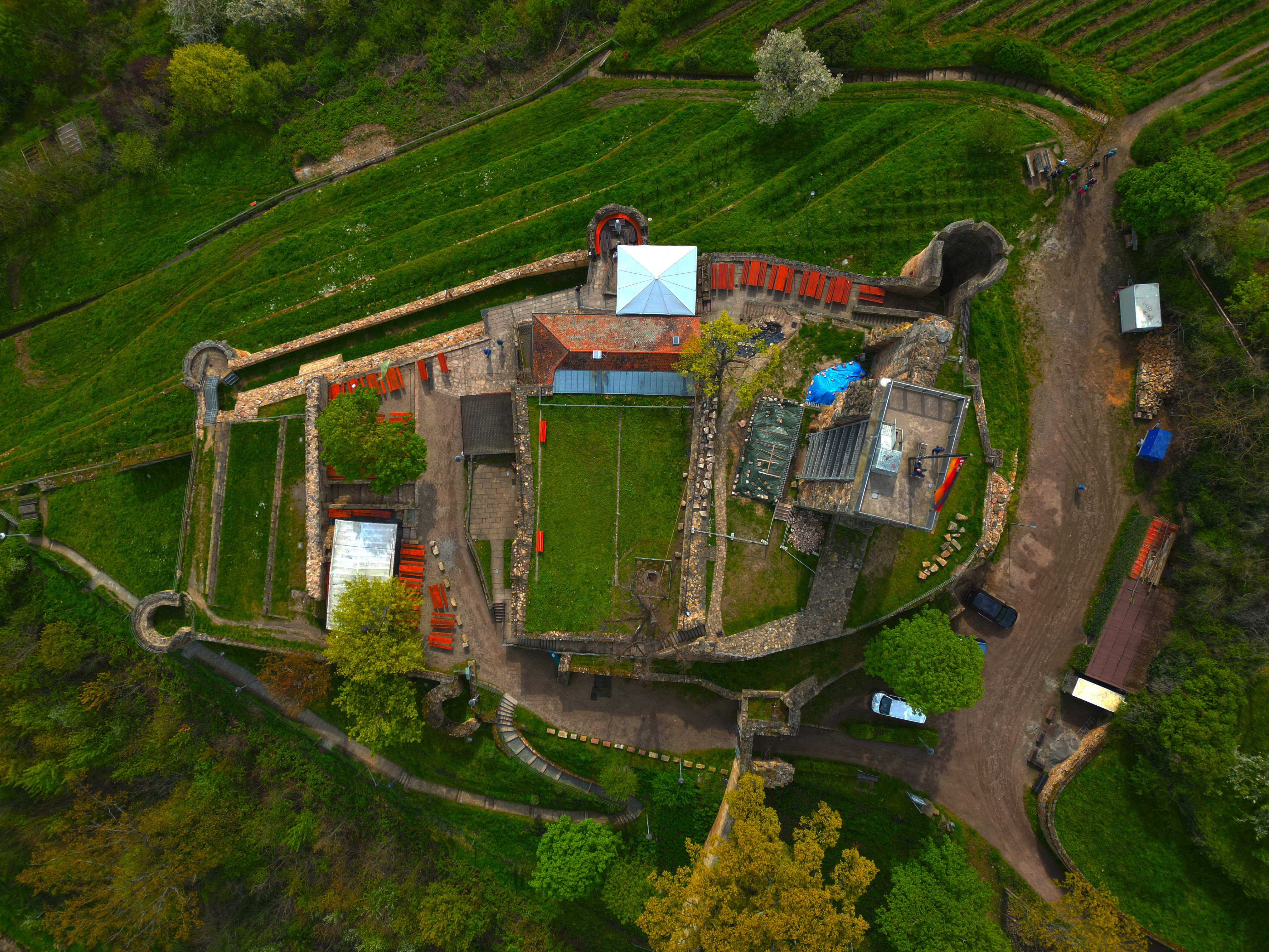
Luftbild senkrecht von oben